# Geón
Un geón es una unidad topológica elemental propuesta por John Wheeler en 1955 para confinar ondas gravitacionales o electromagnéticas en una misma región.
Los geones son elementos topológicos con consideración volumétrica de entidad fundamental, al menos como se propuso en física, y se trasladó en su empleo en el estudio de la percepción. Estos geones, ya con consideración geométrica y su empleo en neurociencia, son elementos volumétricos simples tales como un cubo, una esfera, un cono o algunos tipos de cuñas. La teoría de percepción visual de Irving Biederman (reconocimiento por componentes, 1987)propone que la entrada de información visual es contrastada contra representaciones estructurales de objetos en el cerebro. Estas representaciones estructurales consisten en geones y sus interrelaciones (e.g. un helado puede ser descompuesto en una esfera localizada sobre un cono). Solo una modesta cantidad de geones (menos de 40) ha sido propuesta. A partir de estas, se pueden llegar a generar billones de posibles objetos, a partir de geones bidimensionales o tridimensionales, cuando se combinan en diferentes interrelaciones unas con otras (e.g. encima-de, más-grande-que), y con variaciones métricas destacables, como relación de aspecto y orientación en 2D. 
Dos clases de identificación visual que no están basadas en representaciones de geones son aquellas involucradas en: distinguir entre caras similares, y clasificaciones que no tienen límites definidos, como arbustos. Típicamente, estas identificaciones no son invariantes de la perspectiva del observador.

## Propiedades de los geones
Existen 4 propiedades esenciales de los geones:
1. Invarianza de perspectiva (a la vista): cada geón puede ser distinguido de otros desde prácticamente cualquier punto de vista y perspectiva, salvo por "accidentes", siendo estas las limitaciones geométricas en ángulos altamente restringidos y específicos a las similaridades particulares entre dos geones, esto es, en los cuales la proyección de la imagen de un geón puede ser un geón diferente, como, por ejemplo, cuando una posición particular de un cilindro ofrece la misma proyección que una esfera o un círculo. De manera generalizable, la composición de geones las haría, similarmente, invariantes a la vista (invarianza de perspectiva).
2. Estabilidad o resistencia al ruido visual: dado que los geones son estructuras fundamentales, se alinean fielmente a la propiedad de continuación suave propuesta por la Gestalt.
3. Invarianza ante la dirección de la iluminación, y señales de la superficie y textura.
4. Alta distintividad: los geones pueden ser cualitativamente bien diferenciados, con solo dos o tres niveles de un mismo atributo, tales como líneas rectas vs líneas curvas, o paralelas vs. no paralelas, positivas vs. negativas (curvatura).

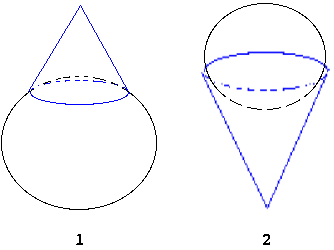
Dos geones juntos de distintas proporciones y en distinto orden, ¿logra el lector reconocer algo en cada caso?.